# Winchester College
Winchester College er en kostskole for drenge i byen Winchester i Hampshire, England, der har eksisteret på sin nuværende lokalitet i over 600 år. Den er den ældste af de oprindelige syv engelske, private kostskoler, som blev undersøgt af Clarendon-kommissionen og reguleret af Public Schools Act 1868.
| Skole | Spire Denne artikel om en skole, en uddannelsesinstitution eller uddannelse er en spire som bør udbygges. Du er velkommen til at hjælpe Wikipedia ved at udvide den. |

51°03′29″N 1°18′46″V / 51.0581°N 1.3128°V